# Condado de Down
O Condado de Down (em irlandês:  Contae uma Dúin, na acepção do Condado de Fort; em escocês de Ulster: Coontie Doun) é um dos nove condados que compõem a província do Ulster e um dos seis condados que formam a Irlanda do Norte. O condado ocupa uma área de 2448 km². A população estimada em 1992 era de 416.600 habitantes, uma aproximação mais recente indica cerca de 516.000. [carece de fontes?] A capital é Downpatrick, mas a maior cidade é Bangor.